# Mario Montez
Mario Montez (rodným jménem René Rivera; 20. července 1935 Ponce, Portoriko – 26. září 2013 Key West, Florida) byl portorický herec, jeden ze superstars pop artového umělce Andyho Warhola. Svůj pseudonym si vzal podle herečky Marie Montezové. V roce 1963 hrál ve filmu Flaming Creatures režiséra Jacka Smithe a následně hrál v řadě Warholových filmů. V roce 2012 získal zvláštní cenu ocenění Teddy Award. Zemřel po mrtvici ve svých osmasedmdesáti letech.

## Filmografie
- Flaming Creatures (režie: Jack Smith, 1963)
- Normal Love (režie: Jack Smith, 1963)
- Batman Dracula (režie: Andy Warhol, 1964)
- Mario Banana (režie: Andy Warhol, 1964)
- Harlot (režie: Andy Warhol, 1964)
- Mario Montez Dances (režie: Andy Warhol, 1964)
- Camp (režie: Andy Warhol, 1965)
- Dirt (režie: Piero Heliczer, 1965)
- More Milk, Yvette (režie: Andy Warhol, 1965)
- Ari and Mario (režie: Andy Warhol, 1966)
- Hedy (režie: Andy Warhol, 1966)
- Chelsea Girls (režie: Andy Warhol, 1966)
- Bufferin Commercial (režie: Andy Warhol, 1966)